# Вишнёвое (Акмолинская область)
Вишнёвое (каз. Вишневое) — село в Бурабайском районе Акмолинской области Казахстана. Входит в состав Катаркольского сельского округа. Код КАТО — 117057200.

## География
Село расположено в южной части района, на расстоянии примерно 19 километров (по прямой) к востоку от административного центра района — города Щучинск, в 3 километрах к востоку от административного центра сельского округа — села Катарколь.
Абсолютная высота — 418 метров над уровнем моря.
Ближайшие населённые пункты: село Катарколь — на западе, село Жукей — на востоке.

## Население
В 1989 году население села составляло 125 человек (из них русские — 61%).
В 1999 году население села составляло 97 человек (50 мужчин и 47 женщин). По данным переписи 2009 года, в селе проживал 51 человек (27 мужчин и 24 женщины).
| Численность населения | Численность населения | Численность населения |
| 1989                  | 1999                  | 2009                  |
| --------------------- | --------------------- | --------------------- |
| 125                   | ↘97                   | ↘51                   |

## Улицы[5]
- ул. Абылай хана
- ул. Жагалы
- ул. Толе би